# اسعد حسن شیبانی
اسعد حسن شیبانی سیاستمدار سوری است که از ۲۱ دسامبر ۲۰۲۴ پس از سقوط رژیم اسد، به عنوان وزیر امور خارجه و مهاجران در دولت انتقالی سوریه فعالیت می‌کند.

## معرفی
اسعد حسن شیبانی که طبق گزارش‌ها همان «زید العطار» است که ریاست اداره امور سیاسی در دولت نجات سوریه را برعهده داشت. از جمله نام‌های مستعار او «نسیم»، «ابوعائشه» و «حسام الشافعی» بوده است. الشیبانی در سال ۱۹۸۷ در استان حسکه واقع در شمال شرقی سوریه به دنیا آمد. وی از خاندان عرب تبار بنوشیبان است شیبانی فارغ‌التحصیل رشته زبان انگلیسی از دانشگاه دمشق در سال ۲۰۰۹ است. وی سپس در دانشگاه صباح‌الدین زعیم استانبول در رشته علوم سیاسی گرایش روابط بین‌الملل در مقطع کارشناسی ارشد (۲۰۲۲) و دکتری (۲۰۲۴) تحصیلات خود را به پایان رسانده است.

## فعالیت‌ها
اسعد شیبانی با آغاز شورش‌ها در سوریه در سال ۲۰۱۱، فعالیت سیاسی و نظامی خود را در صفوف معارضان شروع کرد. وی عضو شورای جبهه النصره که بعدها به هیئت تحریر شام تغییر نام داد است. از مهم‌ترین اقدامات وی مشارکت در تأسیس دولت نجات سوریه بود که در آن مسئولیت اداره امور سیاسی را بر عهده داشته است. شیبانی در داخل هیئت تحریر شام به عنوان مسئول روابط خارجی فعالیت می‌کرد. وی وظیفه مکاتبات و هماهنگی میان احمد شرع و رهبران داعش و القاعده را بر عهده داشت.
اسعد شیبانی در دسامبر ۲۰۲۴ به عنوان وزیر خارجه دولت انتقالی سوریه منصوب شد.